# Siberene
Siberene era un'antica città dell'Enotria che appare negli scritti di Stefano Bizantino come Σιβερίνη, πόλις Οἰνώτρων, Siberinē, polis Oinótron, Siberine, città degli Enotri.
Un recente studio ha accertato l’indicazione di “Siberene città degli Enotri” anche nel De Prosodia Catholica di Erodiano, storico greco antico (170-240) noto soprattutto quale autore di una storia sugli imperatori romani da Marco Aurelio a Balbino.
Il passo del manoscritto di Erodiano riferito a Siberene è solitamente considerato interpolazione tarda, tratta proprio da Stefano di Bisanzio, già dall'editore Teubneriano Lentz del 1867.
La notizia dell’esistenza di una Siberene enotrica sarebbe attestata dunque non solo da Stefano di Bisanzio (“il Bizantino”), geografo del VI secolo, ma anche e soprattutto dallo storico Erodiano, vissuto circa 5 secoli prima. La nuova fonte rinvenuta nell’opera di Erodiano restituisce attendibilità allo stesso Stefano, la cui citazione fu messa in dubbio da alcuni a causa del mancato rinvenimento del toponimo Siberene negli Elenchi della Periegèsi di Ecateo, cui si presumeva avesse fatto riferimento unicamente Stefano. È possibile che dell’opera del miletese siano rimasti solo alcuni frammenti mentre altri, tra i quali evidentemente quello che comprendeva Siberene, sarebbero andati irrimediabilmente persi.
Quanto alla ubicazione dell’antica città, diversi autori hanno tradizionalmente identificato Siberene con l’attuale Santa Severina, benché altri ritengono tale ipotesi del tutto inverosimile.
Tra le carte geografiche dei Musei Vaticani, nella sezione della Magna Grecia, Siberene viene ubicata dove sorge l’attuale Santa Severina: “Sulla sponda destra del Neto, in mezzo ad un terreno singolarmente fertile occupa un sito elevato e salubre, sulla sommità di un’altura rocciosa circondata da tutti i lati da precipizi che ne fanno una fortezza naturale e quasi inespugnabile. Il nome di questa città era Siberene che Stefano di Bisanzio registra fra le città dell’Enotria”.  L'esistenza di una Siberene enotrica è accettata anche nelle Enciclopedie, sia religiose (Ecclesiastico) che civili (Treccani), nelle quali viene identificata con l’attuale Santa Severina.
Oltre agli studi effettuati dall’Orsi su locali documenti epigrafici, Francesco De Luca traccia una mappa del territorio con l’indicazione di ventitré siti disposti a corona intorno alla rocca i quali avevano restituito diversi reperti archeologici che partivano dal periodo eneolitico e comprendevano quelli enotrico, romano, greco, bizantino e normanno.